# Ботелер, Уильям, барон Ботелер из Уоррингтона
Уильям ле Ботелер (англ. William le Boteler; умер приблизительно в 1328) — английский аристократ, 1-й и единственный барон Ботелер из Уоррингтона с 1295 года.
Уильям ле Ботелер принадлежал к английскому рыцарскому роду, представители которого владели землями в Шропшире с центром в Уоррингтоне. 23 июня 1295 года король Эдуард I вызвал Уильяма в парламент как лорда; это событие считается началом истории баронии Ботелер. Барон умер примерно в 1328 году, не оставив наследников, так что его титул больше не использовался. Однако ещё до этого (в 1308 году) в парламент был вызван родственник Уильяма, ещё один Уильям ле Ботелер, ставший первым бароном Ботелером из Уэма.